# Coulson Aviation

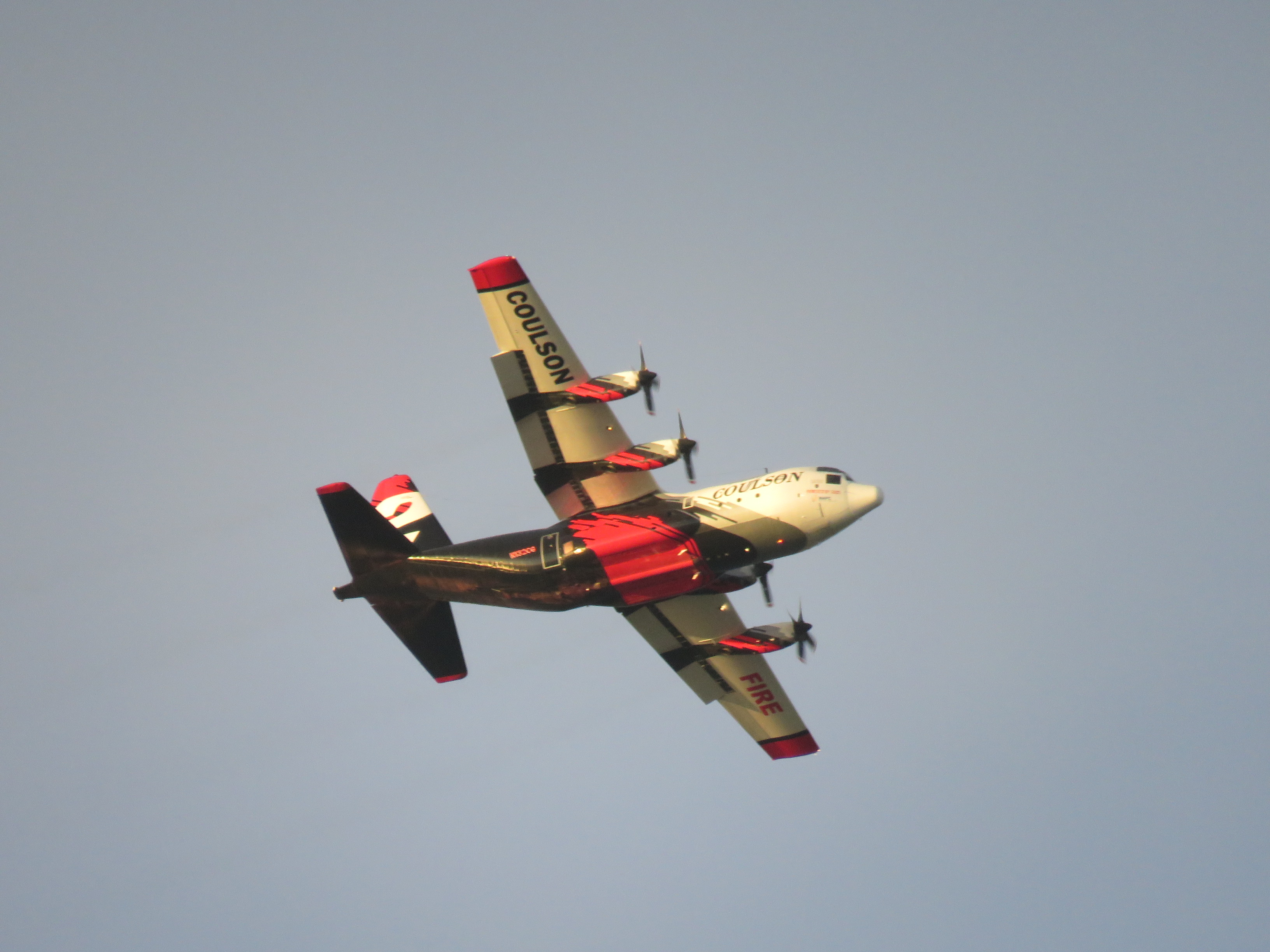
C-130 converti en bombardier d'eau.

Coulson Aviation est une entreprise spécialisée dans les avions bombardiers d'eau. Elle dispose d'établissement au Canada, où se trouve son siège social (à Port Alberni), aux États-Unis, et en Australie. Elle convertit des avions (et hélicoptères) existant en bombardier, certains pour les livrer à des clients tiers, et d'autre pour sa propre flotte, qui agit sous contrat pour la lutte anti-incendie. La société a été créée en 1985, sa division américaine en 1990, et sa division australienne en 2010.

## Activité de conversion
Coulson a procédé à la transformation en bombardier d'eau d'avion des types suivants (que ce soit pour sa propre flotte ou pour des tiers) :
- Lockheed C-130 Hercules, avion de transport de troupes[2]
- Boeing 737, dont un pour l'Argentine[3].

## Flotte
En 2019, pour étendre sa flotte, Coulson a racheté cinq C-130 provenant de l'armée de l'air norvégienne, qui étaient en stockage.

## Accidents
- Le 6 février 2023, vers 16h40 heure locale, un Boeing 737 bombardier d'eau s'écrase dans le parc national de la rivière Fitzgerald (Australie-Occidentale) en voulant lutter contre un incendie. Les deux pilotes sont légèrement blessés[5].